# Chloe Farnworth
Chloe Farnworth (* 17. Mai 1989 in Ashperton, Herefordshire, England) ist eine britische Schauspielerin und Model.

## Leben
Farnworth wurde am 17. Mai 1989 in Ashperton, in der englischen Grafschaft Herefordshire, nach anderen Angaben 1992, geboren. Von 2011 bis 2012 besuchte sie die Central School of Speech and Drama. Bereits ein Jahr zuvor debütierte sie im Spielfilm Dead Cert und dem Kurzfilm The Wrach als Filmschauspielerin. 2014 spielte sie im Musikvideo zum Lied Final Masquerade der Band Linkin Park mit. 2016 übernahm sie im Film Ava's Impossible Things die titelgebende Hauptrolle der Ava, in diesem sie auch in mehreren freizügigen Szenen zu sehen war. Der Film wurde unter anderen auf dem Outfest Los Angeles LGBT Film Festival gezeigt. Im selben Jahr verkörperte sie im Film Sinbad and the War of the Furies die Rolle der Furie Alecto.
2019 spielte sie in insgesamt fünf Episoden der Fernsehserie Departure – Wo ist Flug 716 die Rolle der Flight Attendant Sims.

## Filmografie (Auswahl)
- 2010: Dead Cert
- 2010: The Wrach (Kurzfilm)
- 2011: Tunnel Visions (Kurzfilm)
- 2011: A Landscape of Lies – Directors Cut
- 2011: Random Acts (Fernsehserie, Episode 1x02)
- 2012: Eve (Kurzfilm)
- 2012: Moment of Clarity (Kurzfilm)
- 2012: Praecox (Kurzfilm)
- 2012: Full Firearms
- 2012: Black Smoke Rising
- 2012: Backslasher
- 2013: Get Lucky
- 2013: In the Forest (Kurzfilm)
- 2013: God's Gift (Kurzfilm; Sprechrolle)
- 2013: Shadow Season (Kurzfilm)
- 2013: What Remains (Miniserie, 3 Episoden)
- 2013: Dirtymoney
- 2013: Thor – The Dark Kingdom (Thor: The Dark World)
- 2013: The Longest Night (Kurzfilm)
- 2014: The Devil's Bargain
- 2014: Monster Magnet: The Duke (Kurzfilm)
- 2014: In a Heartbeat
- 2014: 7 Winters Alone (Kurzfilm)
- 2015: Road Wars – Willkommen in der Hölle (Road Wars)
- 2015: Marsland – Kein Ort zum Überleben (Martian Land)
- 2015: Nicky, Ricky, Dicky & Dawn (Fernsehserie, Episode 2x11)
- 2015: Crying Wolf
- 2016: This Day Forward (Kurzfilm)
- 2016: Soy Nero
- 2016: Ava's Impossible Things
- 2016: Sinbad and the War of the Furies
- 2016: Ophelia (Kurzfilm)
- 2017: Steps (Fernsehserie)
- 2017: First House on the Hill
- 2017: Into the Black (Kurzfilm)
- 2018: Nostalgia
- 2018: Love Language (Kurzfilm)
- 2018: In Circles
- 2018: Wandering Eyes (Kurzfilm)
- 2018: Pop (Kurzfilm)
- 2018: Deep Cuts (Kurzfilm)
- 2019: Pentagram
- 2019: Departure – Wo ist Flug 716 (Departure, Fernsehserie, 5 Episoden)
- 2020: The Witches of Bushwick (Kurzfilm)
- 2020: 12 Hour Shift
- 2022: Greg in LA (Fernsehserie)
- 2022: BMW Service, Whatever Happens (Kurzfilm)
- 2022: Other Monsters
- 2023: Lyla
- 2024: MaXXXine
- 2024: Bond – Kizuna